# 진다이촌 (지바현)
진다이촌(神代村)은 지바현 가토리군에 일찍이 존재했던 촌이다.

## 지리
- 현재의 도노쇼정 서부에 해당한다.

## 역사
- 1889년 4월 1일 - 정촌제 시행에 수반해 가토리군 진다이촌이 성립하였다.
- 1955년 7월 20일 - 사사가와 정, 다치바나 촌, 도조 촌과 합병해 도노쇼정이 신설되어, 동일 진다이촌은 폐지되었다.

## 인구
| 1891년 | 2,724 |
| 1903년 | 3,001 |
| 1920년 | 2,890 |
| 1930년 | 3,087 |
| 1940년 | 3,234 |
| 1955년 | 3,790 |

## 참고문헌
- 角川日本地名大辞典編纂委員会『角川日本地名大辞典 12 千葉県』、角川書店、1984年 ISBN 4-04-001120-1